# Lucena del Puerto
Lucena del Puerto – gmina w Hiszpanii, w prowincji Huelva, w Andaluzji, o powierzchni 69,27 km². W 2011 roku gmina liczyła 3124 mieszkańców.